# 10년

## 연호
- 신(新) 시건국(始建國) 2년

## 기년
- 신(新) 왕망(王莽) 3년
- 신라(新羅) 남해 차차웅(南解次次雄) 7년
- 고구려(高句麗) 유리명왕(瑠璃明王) 29년
- 백제(百濟) 온조왕(溫祚王) 28년

## 사건
- 음력 2월 - 백제, 다루(多婁)를 태자로 삼고 내외병사를 맡김
- 음력 7월 - 신라, 석탈해를 좌보(左輔)로 삼아 군국정사를 맡김[1]
- 신나라, 왕망이 육관(六筦)을 제정하여 상거래를 통제함.

## 참고 문헌
- 김부식 (1145). 〈권제1〉. 《삼국사기》.